# استاسوف (آستراخان)
استاسوف (به لاتین: Stasov) یک منطقهٔ مسکونی در روسیه است که در استان آستراخان واقع شده‌است.